# Julio Camacho
Julio Camacho (Rio de Janeiro, Rio de Janeiro, 30 de Novembro de 1969) é um profissional de Artes Marciais Brasileiro e praticante de Ving Tsun. É discípulo de Primeira Geração do Grão-Mestre Leo Imamura e de Segunda Geração do Patriarca Moy Yat.
Julio Camacho é titulado Mestre Sênior da Moy Yat Ving Tsun Martial Intelligence, uma das mais respeitadas organizações do mundo na transmissão e preservação do Sistema Ving Tsun. 

## Carreira
Graduado em Comunicação Social (FACHA) e em Psicologia (UNESA), e pós-graduado em Cultura e idioma Chinês (PUC-RJ), Julio Camacho inicia sua carreira na como transmissor do Sistema Ving Tsun pela Moy Yat Ving Tsun Martial Intelligence no início da década de 1990, tornando-se, nos anos seguintes, o principal Instrutor do Núcleo Rio de Janeiro da Moy Yat Ving Tsun Martial Intelligence (MYVTMI) e, décadas após, o Mestre responsável direto pela formação de todos os demais Mestres Qualificados daquela cidade e um dos mais destacados da Instituição, responsável pela preservação do Sistema na América do Sul.

### Primeiros anos de Ving Tsun
Em 1992, ano que inaugura sua jornada como transmissor de Ving Tsun Kung Fu, recebe o título de Tutor, qualified to teach the Basic Level of the Ving Tsun System, pela Moy Yat Ving Tsun Martial Intelligence.
Neste mesmo ano, participa na cidade de São Paulo, do comitê de organização dos Seminários Internacionais com Patriarca Moy Yat e Grão-Mestres Leo Imamura (SP) e Miguel Hernandez (NY). 
Em 1993 participa de todos os cursos de professorado da MYVTMI, nas cidades do Rio de Janeiro, São Paulo e Belo Horizonte, habilitando-se para a transmissão do Intermediário do Sistema Ving Tsun. Ano em que assume cargos gerenciais no Núcleo Rio de Janeiro.
Neste mesmo ano, escreve o livro Tao do Surf que de forma romanceada propõe um diálogo sobre as vivências do autor sobre o Sistema Ving Tsun e o Surfe.
Em 1994, recebe o título de Full Tutor, qualificado para ensinar o Ving Tsun System em nível avançado e é promovido a Coordenador Técnico do Núcleo Rio de Janeiro da Moy Yat Ving Tsun Martial Intelligence.
Participa do Comitê de Organização do 3o Seminário Internacional de Ving Tsun Kung Fu com Patriarca Moy Yat no Brasil, com as presenças dos Grão-Mestres Miguel Hernandez (NY) e Pete Pajil (NJ)
Em 1995, inaugura o Núcleo RJ - Jacarepaguá da MYVTMI, tornando-se Diretor do Núcleo Rio de Janeiro e Representante Oficial de Grão-Mestre Leo Imamura, Responsável para a América do Sul da Moy Yat Ving Tsun Kung Fu Special Student Association (NY), entidade liderada pessoalmente por Patriarca Moy Yat.
Em 1996, tornou-se Membro Vitalício da Moy Yat Ving Tsun Kung Fu Grand Special Student Association (NY), em Cerimônia presidida diretamente por Patriarca Moy Yat em banca composta pelos Grão-Mestres Leo Imamura (SP), Pete Pajil (NJ), Miguel Hernandez (NY), Benny Meng (OH) e Mestre Victor Chung (CA).
Na condição de legatário do Sistema Ving Tsun, recebe o nome Moy Jo Lei Ou, passando a integrar a tradicional árvore genealógica do Sistema Ving Tsun.
Em 1997, dá início à sua carreira internacional, ladeado por Grão-Mestre Leo Imamura, ministrando Seminários e Treinamentos, na cidade de Buenos Aires, Argentina. 
Neste mesmo ano integra a comitiva brasileira em viagem para a histórica Cerimônia de Aposentadoria de Patriarca Moy Yat, na cidade de Nova Iorque, Estados Unidos, em uma semana de intercâmbio técnico com as principais lideranças mundiais do estilo.
Em 1998, integrou a comitiva brasileira nas viagens às cidades de Buenos Aires (Argentina) Nova Iorque e Filadélfia (EUA) e Toronto (Canadá).
Neste mesmo ano, recebe no Rio de Janeiro, para as celebrações dos 10 anos da Família Moy Yat Sang, Patriarca Moy Yat e comitiva de Mestres Internacionais.

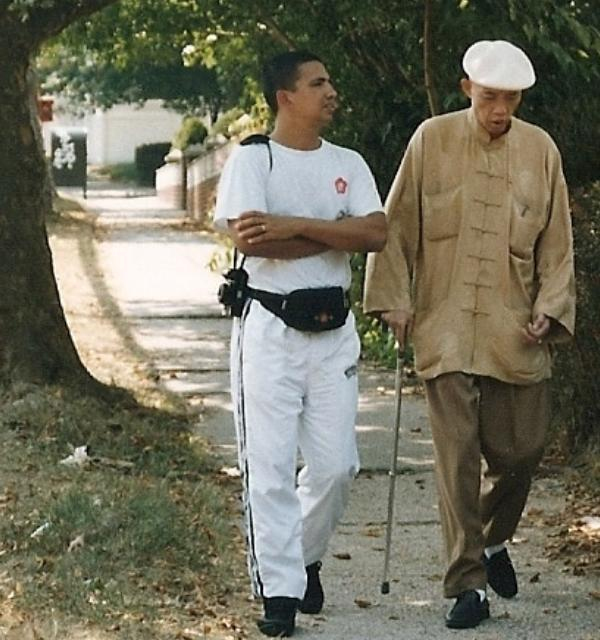
Mestre Julio Camacho acompanha Moy Yat em visita ao Brasil na década de 90.

Ainda em 1998, foi reconhecido pela cúpula da Instituição como Destaque do Ano, entre os diretores de Núcleo da Moy Yat Ving Tsun Martial Art System.
Integrou o primeiro grupo de toda a Família Moy Yat Sang a iniciar os treinamentos do Nível Superior Final, sendo o único membro não-residente na cidade de São Paulo.
Em 1999, chefiou a comitiva brasileira na viagem à cidade de Buenos Aires (Argentina)  e integrou a comitiva nas viagens às cidades de Nova Iorque, Filadélfia, Miami, Dayton (EUA).
Neste mesmo ano, foi convidado pelo Mestre de Tae Kwon Do Tung Cong Dihn para uma série de seminários, ao lado de Grão-Mestre Leo Imamura na cidade de Murray, Kentucky.
Ainda em 1999, foi novamente reconhecido pela cúpula da Instituição como Destaque desta vez do Quinquênio 1995-1999.
Em 2000, chefiou a comitiva brasileira na viagem às cidades de Buenos Aires (Argentina)  Nova Iorque, Filadélfia (EUA).
Em 2001, liderou a comitiva brasileira para o funeral do Patriarca Moy Yat, na cidade de Nova Iorque e participando das reuniões executivas com as principais lideranças mundiais da Organização em função na nova estruturação institucional.
Em 2002, completou todos os Níveis de aprendizado do Sistema Ving Tsun, na Cidade de São Paulo, juntamente com os Mestres Renato Almeida e Nataniel Rosa, compondo o primeiro grupo a atingir tal feito em toda a América do Sul.
Após recuperar seus direitos autorais, relançou o livro “Tao do Surf – O zen e a arte de pegar onda”. Livro em que relaciona o sistema Ving Tsun e o Surf.

## Início de Carreira como Mestre.
Em 2003, recebeu o título Mestre Qualificado do Sistema Ving Tsun, na Primeira Cerimônia de Titulação de Mestres da Moy Yat Ving Tsun Martial Intelligence em toda a América do Sul, na Cidade de Atibaia no Estado de São Paulo, evento referência para as Artes Marciais e em especial para o Ving Tsun Kung Fu, no Brasil.
Em 2004 Inaugura o Núcleo Barra da Tijuca da MYVTMI, atuando como Diretor Geral de duas unidades no Rio de Janeiro (único com esta atribuição em toda a Instituição)
No ano de 2006, representou o Brasil, acompanhando a Matriarca da Linhagem Moy Yat e a comitiva de Mestres Seniores de volta às cidades-berço do Sistema Ving Tsun na China.
Ainda em 2006, em visita a Hong Kong, demonstrou os conteúdos tradicionais do Sistema Ving Tsun na histórica sede da Hong Kong Ving Tsun Athletic Association, bem como em Paris, França, neste mesmo ano.
Neste mesmo ano aceita seu primeiro discípulo, Leonardo Reis, hoje Mestre Qualificado e Futuro Líder da Família Moy Lei Wong. 
No ano de 2007, foi o introdutor do Sistema Ving Tsun na África Meridional, iniciando a transmissão do Sistema Ving Tsun em Angola.
No ano de 2008, iniciou o processo de expansão do Sistema Ving Tsun na Cidade do Rio de Janeiro, inaugurando unidades, nas Zonas Sul (Leblon), Oeste (Barra da Tijuca) e Norte (Méier) da cidade, bem como na Cidade de Castro no Paraná.
No ano de 2010, criou e desenvolveu o Canal de Youtube Psicológica.tv. Auxiliado por seus alunos, Mestre Julio Camacho entrevistou alguns do expoentes da Psicologia na cidade do Rio de Janeiro,  bem como alguns proeminentes praticantes de Ving Tsun, como Grão-Mestre Leo Imamura, Senhora Vanise Imamura, Mestre Walter Correa e Professor Ricardo Osse.

### Titulação como Mestre Senior

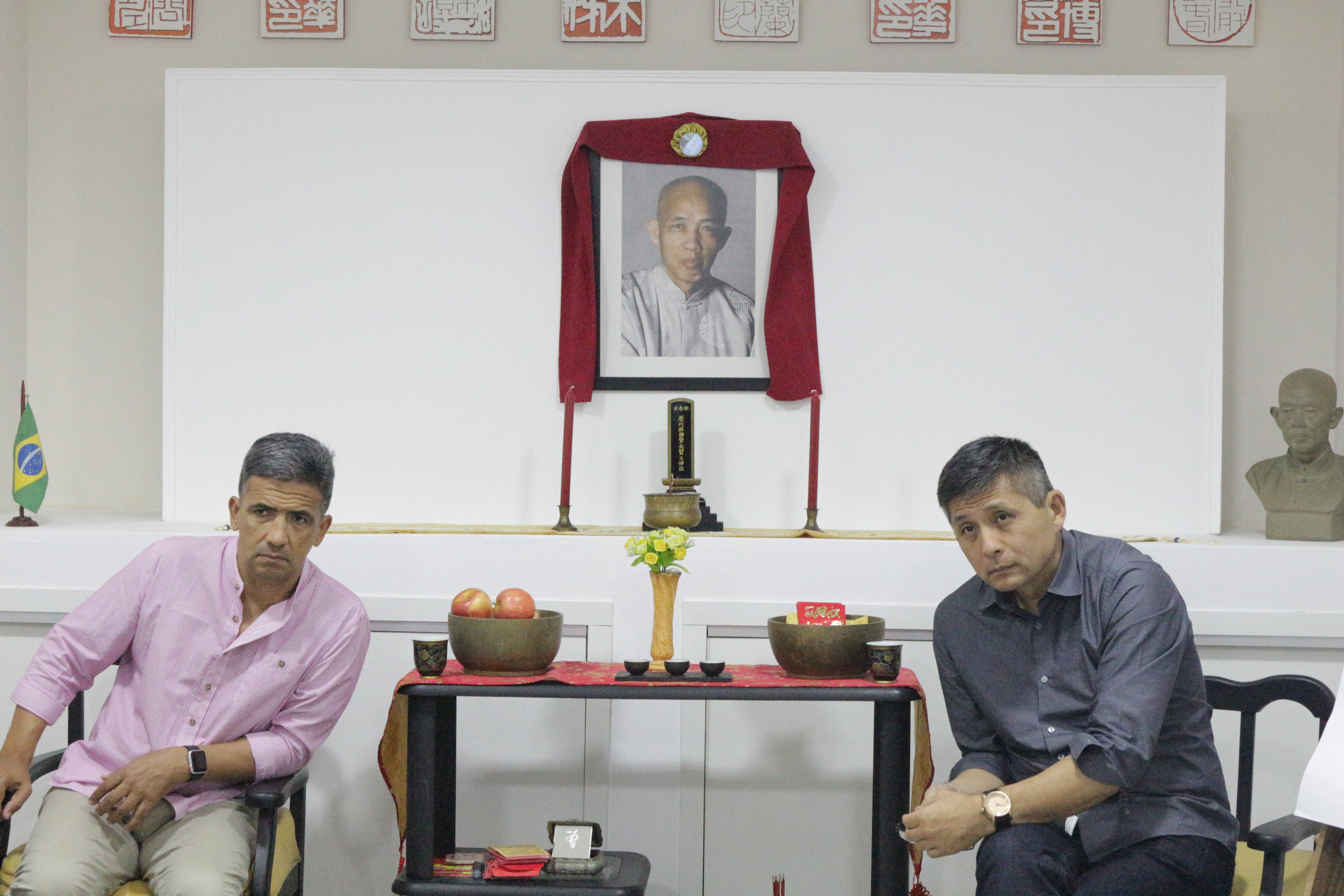
Grão-Mestre Leo Imamura e Mestre Julio Camacho junto a um San Toi no Rio de Janeiro.

Em 2014, foi promovido a Mestre Senior, novamente na Primeira Cerimônia realizada em todo território nacional, na Cidade do Rio de Janeiro, sendo até hoje, o único a deter este título no Estado do Rio de Janeiro.
Em, 2016, com o início da Família de seu discípulo Moy Fat Lei, a Família Moy Jo Lei Ou é alçada a condição de Clã.
Em 2016, Fundou o Conselho de Discípulos do Clã Moy Jo Lei Ou.
Em 2017, lança o programa de Publicações do Clã Moy Jo Lei Ou, constituído por diversas páginas na internet a fim de propagar e difundir o Ving Tsun para diversos tipos de público. 
Ainda em 2017, desenvolve e apresenta o Programa Fundamental do Clã Moy Jo Lei Ou, esse programa visa preservar o Legado de Ving Tsun, bem como o de seu próprio Mestre, Leo Imamura.

### Principais influenciados por seu trabalho.
Julio Camacho foi responsável direto pela formação de todos os oito Mestres Qualificados no Rio de Janeiro e, consequentemente, pelas suas respectivas escolas, a saber:
- Fabio Gomes, Mestre Sênior, Introdutor do Sistema Ving Tsun nas Forças Especiais do Exército Brasileiro, Comandos Anfíbios do Corpo de Fuzileiros Navais, Batalhão de Operações Policiais Especiais do Estado do Rio de Janeiro (BOPE), entre outras.
- Ricardo Queiroz, Mestre Qualificado, Líder da Família Moy Ke Lo Si, doutorando em Filosofia e Diretor do Núcleo Centro, Rio de Janeiro da Moy Yat Ving Tsun Martial Intelligence.
- Ursula Lima, Mestre Qualificado, Líder da Família Moy Lin Mah, única mulher da 11ª geração do Sistema Ving Tsun titulada como Mestre pela International Moy Yat Ving Tsun Federation.
- Felipe Soares, Mestre Qualificado, Líder da Família Moy Fei Lap e Diretor do Núcleo Freguesia, Rio de Janeiro.
- Thiago Pereira, Mestre Qualificado, Líder da Família Moy Fat Lei e Diretor do Núcleo Meier, Rio de Janeiro
- Domenico Bernardes, Mestre Qualificado, engenheiro civil e futuro Líder da Família Moy Doh Ming.
- Leonardo Reis, Mestre Qualificado, empresário e futuro Líder da Família Moy Lei Wong.
- Diego Guadelupe, Mestre Qualificado, policial civil e futuro Líder da Família Moy Ga Dai Lap. 

### Relações Institucionais
É Membro Fundador e Presidente Honorário do Conselho de Membros Vitalícios do Clã Moy Jo Lei Ou, entidade que congrega os Discípulos de todas Famílias do Clã.
É o atual Presidente da MYVTMI Integrated Management, escritório executivo que coordena a gestão das escolas afiliadas, atuando também como Superintendente Geral de Núcleos, de duas escolas no Rio de Janeiro - Núcleo Barra da Tijuca e Núcleo Meier.
Julio Camacho teve oportunidade de representar a Moy Yat Ving Tsun Martial Intelligence e a International Moy Yat Ving Tsun Federation, ministrando e participando de Seminários, Palestras, Treinamentos e Intercâmbios em diversas cidades e estados dos EUA (Nova Iorque, Pensilvania, Nova Jersey, Atlanta, Florida, Ohio, Kentucky, entre outros) além de Canadá, Argentina, Chile, França, Holanda, Espanha, Angola, Africa do Sul, Russia, China, Hong Kong (SAR), Macau (SAR), assim como em dezenas de cidades do Brasil.